# Jiefang Daily
Jiefang Daily (chinês: 解放日报, pinyin: Jiěfàng Rìbào), também traduzido como Liberation Daily, é o jornal diário oficial do Comitê de Xangai do Partido Comunista Chinês. Sua tiragem diária é de cerca de 700.000 exemplares.

## História
Jiefang Daily foi publicado pela primeira vez em 28 de maio de 1949 em Xangai. De 1941 a 1947, um jornal com o mesmo nome foi publicado em Yan'an, que publicou o famoso editorial Sem o Partido Comunista, Não Haveria Nova China em 25 de agosto de 1943.
Em outubro de 2020, o Departamento de Estado dos Estados Unidos designou Jiefang Daily como uma "missão estrangeira" da China.